# The Savage Rose (album)
The Savage Rose (The Yellow Album) er The Savage Roses debutalbum fra 1968, udgivet på Polydor. Det blev i 2006 udvalgt som en del af kulturkanonen.

## Medvirkende
- Anisette - vokal
- Thomas Koppel – Piano
- Anders Koppel – Orgel
- Jens Rugsted – Bas Guitar
- Alex Riel – Trommer
- Flemming Ostermann – Guitar
- Ilse Maria Koppel – Cembalo

## Spor
Alt tekst skrevet af Anders Koppel, alt musik komponeret af Thomas Koppel.
| #   | Titel                           | Tekst | Musik | Længde |
| --- | ------------------------------- | ----- | ----- | ------ |
| 1.  | "Your Sign - My Sign"           |       |       | 3:10   |
| 2.  | "Open Air Shop"                 |       |       | 5:40   |
| 3.  | "You Be Free"                   |       |       | 1:25   |
| 4.  | "Oh, Baby Where Have You Gone?" |       |       | 2:10   |
| 5.  | "A Girl I Knew"                 |       |       | 4:40   |
| 6.  | "Everybody Must Know"           |       |       | 2:56   |
| 7.  | "Savage Rose"                   |       |       | 2:40   |
| 8.  | "Her Story"                     |       |       | 4:37   |
| 9.  | "White Swans' Marriage Clothes" |       |       | 2:25   |
| 10. | "Sleep"                         |       |       | 1:57   |
| 11. | "You'll Be Alright"             |       |       | 3:18   |